# محمودآباد، سمنان
محمودآباد، سمنان روستایی در دهستان حومه، بخش مرکزی شهرستان سمنان در استان سمنان است.
جمعیت این روستا در سال ۱۳۸۵، ۷۰ نفر بوده است.